# آيديليزا بونيلي
آيديليزا بونيلي دو كالفينتي (10 سبتمبر/أيلول 1931) عالمة أحياء بحرية دومينيكية تُعتبر «الأم الروحية للصيانة البحرية في الاتحاد الكاريبي». كانت مؤسسة دراسات علم الأحياء في الجمهورية الدومينيكية، وأيضاً مؤسّسة معهد علم الأحياء البحرية والمؤسسة الدومينيكية للأبحاث البحرية. كان لها دور فعال في إنشاء محميات الحوت الأحدب في شمال الأطلسي وحازت على عدة جوائز بما فيها الدخول في قائمة الشرف لل500 شخصية العالمية لبرنامج الأمم المتحدة للبيئة، وسام ماري كوري لليونيسكو، ووسام الاستحقاق من دوارتي، سانشيز وميلا. ولقبتها الBBC بأنها واحدة من أهم العالمات النساء في أمريكا اللاتينية.

## سيرة ذاتية
وُلدت بونيلي في 10 سبتمبر/أيلول عام 1931 في سانتياغو دو لوس كاباليروس، الجمهورية الدومينيكية. عندما كانت صغيرة، انتقلت عائلتها إلى العاصمة الساحلية للجمهورية الدومينيكية، سانتو دومينغو، ولأنها أرادت أن تدرس علم الأحياء البحرية ولم يكن هناك جامعات تُعلم علم الأحياء البحرية في الجمهورية الدومينيكية، أكملت دراستها الجامعية في جامعة نيويورك. في عام 1953، سجلت في جامعة كولومبيا، وتخرجت ببكالوريوس في علم الأحياء البحرية في عام 1956. وتابعت لتحصل على إجازة ماجستير من جامعة نيويورك في عام 1961. ]2[ بعد أن أنهت تعليمها بدأت بونيلي عملها الأول في حوض سمك في نيويورك كمساعدة للباحث روس نيجيريلي.  في عام 1962، عادت إلى الجمهورية الدومينيكية وبدأت التدريس في جامعة أوتونوما في سانتيو دومينغو (UASD)، حيث أسست أول معهد لدراسات علم الأحياء في البلد. في عام 1966، أسست معهد علم الأحياء البحرية، والذي أصبح فيما بعد مركز دراسات علم الأحياء البحرية (بالإسبانية: Centro de Investigación de Biología Marina) (CIBIMA)، حيث قامت بالتدريس منذ عام 1967 حتى عام 1986 ثم عملت كمنسق لدراسات التخرج.
في عام 1974 أسست بونيلي أكاديمية الجمهورية الدومينيكية للعلوم وبدأت بنشر أعمالها والتي أصبحت ذات تأثير واسع لأولئك الذين يديرون الموارد البحرية ويهتمون بالحفاظ عليها. في عام 1986، ساهمت في إنشاء أول منطقة محمية بحرية للحوت الأحدب، سُميت في الأصل محمية الحوت الأحدب على الضفة الفضية (بالإسبانية: Santuario de Ballenas Jorobadas del Banco de la Plata لكن تُعرف اليوم ب Santuario de los Bancos de la Plata y la Navidad). وبسبب مساهماتها تم منحها وسام الاستحاق للمرأة الدومينيكية في العلوم من قبل حكومة الجمهورية الدومينيكية (1986)، وجائزة العلوم الوطنية للعلوم في الجمهورية الدومينيكة (1987)، ودخلت في قائمة ال500 للشرف العالمية من قبل برنامج الأمم المتحدة للبيئة (UNEP) في عام 1987.
أصبحت أستاذة جامعة قديرة في جامعة أوتونوما في سانتو دومينغو (UASD) في عام 1990 وفي عام 1991 أنشأت المؤسسة البحرية الدومينيكية للأبحاث، (بالإسبانية: Fundación Dominicana de Estudios Marinos) (FUNDEMAR)، وهو معهد لتنسيق خطط الإدارة البحرية، ويُدرس الحياة البحرية والشعب المرجانية، ويدير محميات الثديات البحرية. في السنة نفسها، انضمت بونيلي إلى المنظمة النسائية للعلوم لتطوير العالم (TWOWS) وعملت في المجلس العام الأول. تابعت النشر واستخدمت أعمالها في التأثير على القانون البيئي الساحلي والبحري. حصلت بونيلي على جائزة أكاديمية من أكاديمية العلوم في عام 2007، كما حازت على جائزة علم البيئة الوطنية من مؤسسة كوريبيو في عام 2008، ومنحت وسام ماري كوري من اليونيسكو (UNESCO) في عام 2009. في عام 2010 قامت جمعيات الحفاظ على الكائنات الحية في فيكتوريا وكولومبيا البريطانية وكندا بتكريمها بجائزة الخدمة المتميزة في علم الأحياء وفي عام 2011، قامت حكومة الجمهورية الدومينيكية بمنحها وسام الاستحقاق من دوارتي وسانشيز وميلا. في عام 2013 تم اعتبارها من قبل الBBC واحدة من ال10 عالمات الأكثر أهمية في أمريكا اللاتينية.
فيما يتعلق بأهمية عمل النساء في العلوم، تعتقد بونيلي أنه على الرغم من أن العالم العلمي يهيمن عليه بشكل عام، ترى بأن مواهب النساء العظيمة، وقدرتهن الكبيرة على الانضباط والمثابرة تعني أن لديهن قدرة كبيرة على المشاركة في الأبحاث، توافَق خيار بونيلي لمسيرتها المهنية العلمية مع شغفها بالبحر، حيث عاشت طفولتها قريباً جداً من سانتو دومينو جيتي وكان لديها منذ الصغر الفضول لفهم ألغاز البحر الشاسع.
شجعت بونيلي الأساتذة والطلاب من الاختصاصات الأخرى أن يدعموا أبحاثها من خلال تهيئة المنهجيات البحثية للمجالات البحرية، وعلى ذلك تم تشكيل فرق أبحاث صغير مخصص للعلوم البحرية.
وكنصيحة للشباب الراغبين في دراسة العلوم، تقول بونيلي إنه مجال رائع يصعب التخلي عنه بمجرد البدء به، وهناك العديد من الفرص للشباب ذوي المواهب، في الواقع على الرغم من الكم الهائل من المعلومات التي تم اكتشافها والأبحاث التكنولوجية التي يتم تنفيذها لايزال هناك الكثير الذي يجب اكتشافه في جميع فروع العلوم الطبيعية والدقيقة وحتى الاجتماعية حيث تقول: «إن بداية القرن الواحد والعشرين هي الوقت الأنسب لتحقيق ذلك، إذا كنا نرغب أن تستمر البشرية وتتطور بسلام».

## الجوائز
- 1986 وسام الاستحقاق للنساء في العلوم، حكومة الجمهورية الدومينيكية[4]
- 1987 جائزة العلوم الوطنية، أكاديمية الجمهورية الدومينيكية للعلوم [4]
- 1987 قائمة الشرف لل500 شخصية العالمية، برنامج الأمم المتحدة للبيئة (UNEP) [4]
- 1990 أستاذة قديرة  في جامعة سانتو دومينغو المستقلة [4]
- 2007 حائزة على جائزة أكاديمية في العلوم في أكاديمية الجمهورية الدومينيكية للعلوم[5]
- 2008 جائزة علم البيئة الحيوية الوطنية، مؤسسة كوريبيو[5]
- 2009 وسام ماري كوري،[6] يونيسكو [5]
- 2010 جائزة الخدمة المميزة في علم الأحياء (SCB)، جمعية الحفاظ على الكائنات الحية، فيكتوريا، كندا، 2010.[3]

## الأعمال المختارة
- بونيلي دو كالفنتي، أيديليزا (1974) ، تقرير عن مصايد الأسماك في الجمهورية الدومينيكية، Informe Sobre la Pesca en la Republica Dominicana (بالإسبانية). سانتو دومينغو، الجمهورية الدومينيكية: مركز أبحاث الأحياء البحرية، جامعة سانتو دومينغو المستقلة.
- بونيلي دو كالفنتي، آيديليزا (1974) عم الأحياء السمكية الدومينيكية، Estudios de biología pesquera dominicana (بالإسبانية). سانتو دومينغو، الجمهورية الدومينيكية: رئيسة تحرير جامعة سانتو دومينغو المستقلة.
- بونيلي دو كالفنتي، آيديليزا (1978) الحفظ على البيئة وتنميتها، Conservación y ecodesarrollo (بالإسبانية)، سانتو دومينغو، الجمهورية الدومينيكية:  مركز بحوث الأحياء البحرية، جامعة سانتو دومينغو المستقلة.
- بونيلي دو كالفنتي، آيديليزا، فاسكيز تينيو، مانويل، تيريرو، ديفيد (1985). تقرير،  الجوانب الكيميائية والاستخدامات المحلية للنباتات في الطب الشعبي الدومينيكي: دراسة بيانية، سانتو دومينغو، الجمهورية الدومينيكية:  مركز أبحاث الأحياء البحرية، جامعة سانتو دومينغو المستقلة.
- بونيلي دو كالفنتي، آيديليزا (1994). الثدييات البحرية في جمهورية الدومينيكان، Mamiferos marinos en la República Dominicana (بالإسبانية)، سانتو دومينغو، الجمهورية الدومينيكية.